# Oskar Cassel

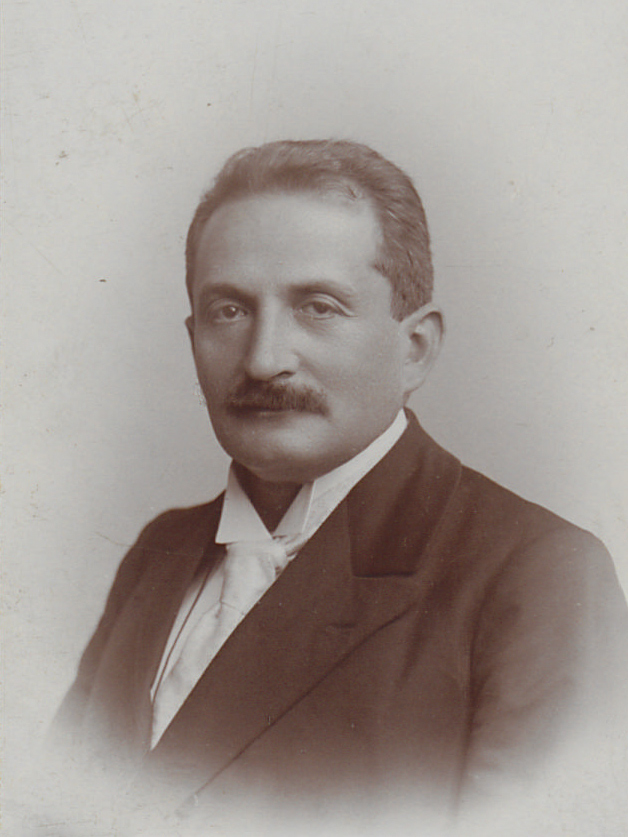
Oskar Cassel, 1913

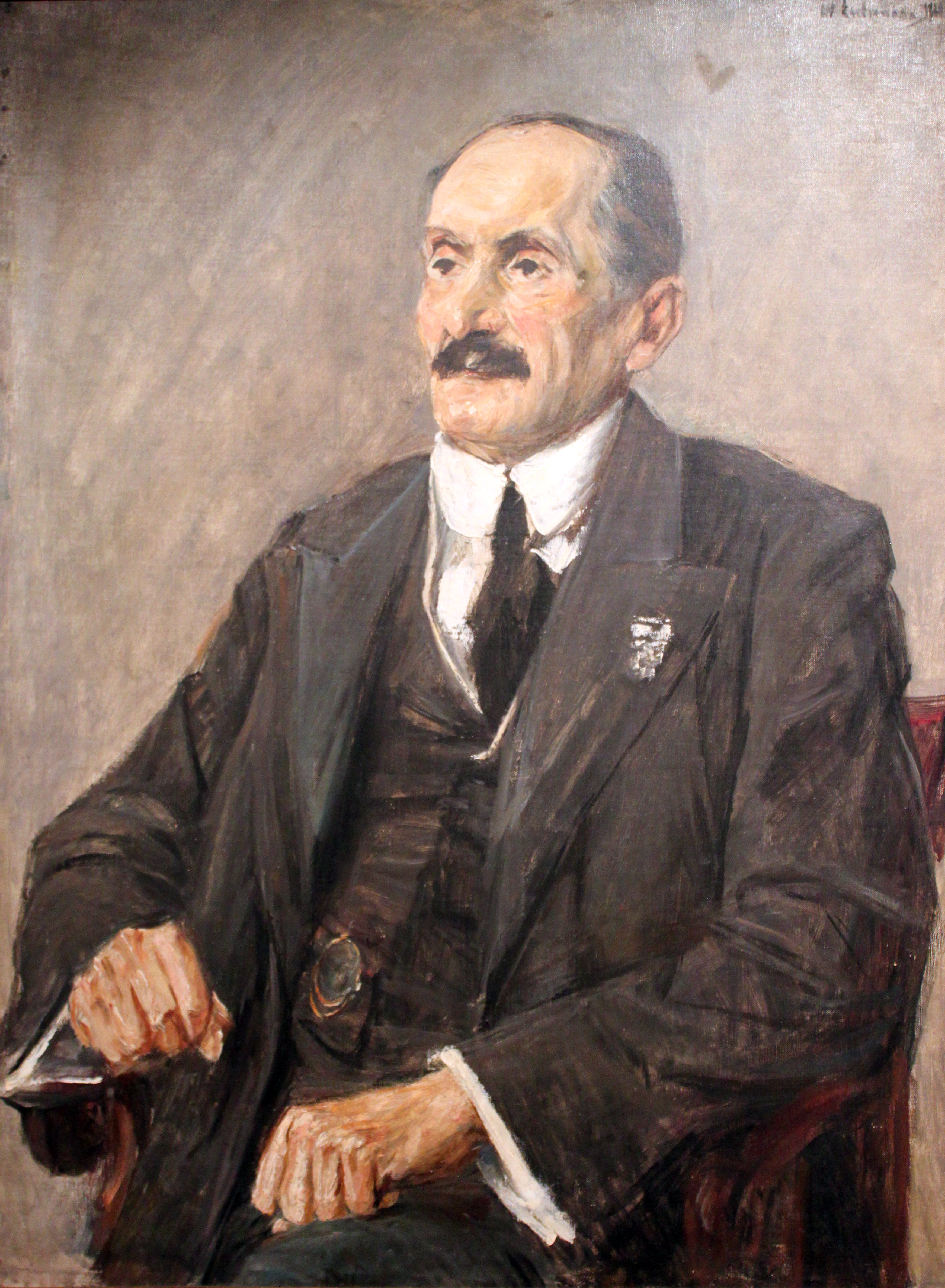
Oskar Cassel, porträtiert durch Max Liebermann, 1920

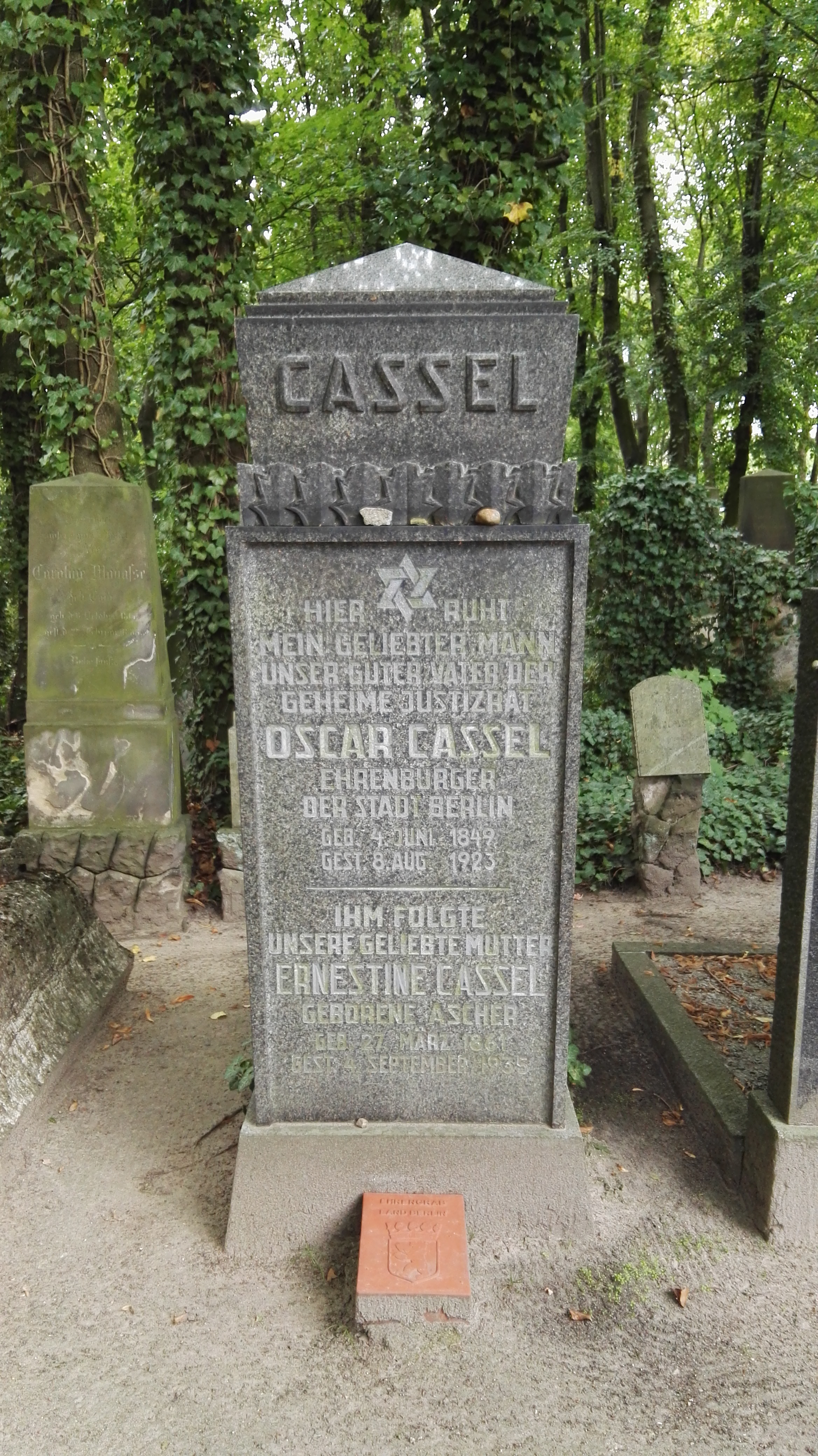
Grabstätte

Oskar Heinrich Cassel, auch Oscar Cassel (* 4. Juni 1849 in Schwetz; † 8. August 1923 in Berlin) war ein deutscher linksliberaler Politiker. Er war eine der maßgebenden Persönlichkeiten in der Berliner Stadtverordnetenversammlung während des deutschen Kaiserreichs. Außerdem war er Mitglied im preußischen Abgeordnetenhaus und später in der verfassungsgebenden preußischen Landesversammlung. Er war zudem Vertreter jüdischer Anliegen und seit 1917 Vorsitzender des Verbandes Deutscher Juden.

## Leben
Seine Eltern waren der Rabbiner Dr. phil. Aron Cassel (1817–1896) und Therese geborene Kristeller (1826–1888), die Hochzeit fand am 15. August 1848 in Berlin statt. Er hatte vier Geschwister, Hartwig Cassel (1850–1929), Minna Mindel Cassel (1854–1935), Jakob Cassel (1859–1927) und Richard Leo Cassel (1864–1943). Cassel besuchte das Gymnasium zum Grauen Kloster und studierte anschließend in Berlin Rechts- und Staatswissenschaften. Im Jahr 1879 wurde er Rechtsanwalt und war seit 1892 auch Notar. Cassel wurde Mitglied des Berliner Handwerkervereins und wurde für diesen als Lehrer tätig. Im Jahr 1888 wurde er Mitglied der Berliner Stadtverordnetenversammlung. In das preußische Abgeordnetenhaus wurde er 1903 gewählt. Er gehörte der Freisinnigen Volkspartei und später der Fortschrittlichen Volkspartei an.
In der Stadtverordnetenversammlung war er Vorsitzender der Fraktion der Alten Linken. Cassel wurde 1908 zum stellvertretenden Vorsitzenden der Stadtverordnetenversammlung gewählt. Ein Schwerpunkt seiner Arbeit war der Ausbau der Verkehrsinfrastruktur. Außerdem setzte er sich für das Selbstverwaltungsrecht der Kommunen gegen staatliche Einflussnahme ein. Sein Einfluss auf die Politik der Hauptstadt war so groß, dass Wilhelm von Kardorff und andere ihn als „ungekrönten König von Berlin“ bezeichneten.
Cassel war einerseits Gegner des Adels, andererseits stand er der Sozialdemokratie ablehnend gegenüber. Sein Mandat musste er im Laufe der Zeit gegen die wachsende Stimmenzahl der SPD verteidigen. Dies führte zu einer teilweise widersprüchlichen Haltung. Während Cassel für Preußen die Abschaffung des Dreiklassenwahlrechts befürwortete, lehnte er dies für Berlin ab.
Cassel engagierte sich im Parlament nicht zuletzt für die Gleichberechtigung jüdischer Richter und Lehrer im Staatsdienst. Im Parlament war er einer der Hauptvertreter jüdischer Interessen. Er war Gründungsmitglied des Hilfsvereins der deutschen Juden.  Ausweisungen ausländischer Arbeiter und Gewerbetreibender aus konfessionellen und politischen Gründen lehnte Cassel ab. Im Parlament setzte er sich dafür ein, dass ärmere jüdische Gemeinden durch Beihilfen unterstützt werden. Während die gemäßigten bürgerlichen Parteien dem zustimmten, lehnte Adolph Hoffmann, damals SPD, dies ab. Auch später gerieten beide im Parlament häufig aneinander.
Er war langjähriges Ausschussmitglied des Verbandes Deutscher Juden und wurde 1917 Vorsitzender der Organisation.
Cassel wurde am 20. Januar 1914 zum Ehrenbürger von Berlin ernannt. Damit war er der erste Jude, der diese Auszeichnung in Berlin erhielt. 
Nach der Novemberrevolution wurde Cassel Fraktionsvorsitzender der DDP in der Berliner Stadtverordnetenversammlung. Zwischen 1919 und 1921 war er für diese Partei Mitglied der preußischen verfassungsgebenden Landesversammlung. Kurze Zeit später war er aufgrund einer schweren Krankheit auf einen Rollstuhl angewiesen.
Im Jahr 1880 heiratete Oskar Cassel in Berlin Ernestine Debora Ascher (1861–1935). Das Paar bekam sechs Kinder: Ernst Heinrich Alfred Cassel (1881–1943), Rosa Margarete Cassel (geb. 1882), Gertrud Charlotte Cassel (1883–1927), Martha Elisabeth Susanne Cassel (geb. 1885), Friedrich Walter Heinrich Cassel (1887–1934) und Therese Lucie Käthe Martha Cassel (1891–1976).
Cassel starb 1923 in Berlin und erhielt ein Ehrengrab der Stadt Berlin auf dem Friedhof der jüdischen Gemeinde von Weißensee.
Sein ältester Sohn Alfred Cassel wurde am 12. März 1943 zusammen mit der Ehefrau Toni geborene Meirowsky aus Berlin in das KZ Auschwitz-Birkenau deportiert und dort ermordet. Seine Tochter Rosa Margarethe Cassel überlebte den Holocaust in Budapest, Ungarn, sie war mit Rudolf Lothar verheiratet. Die Tochter Martha Elisabeth Susanne Cassel verheiratete Baszynski überlebte durch Flucht nach Brasilien, und Therese Lucie Käthe Martha Cassel in Berlin durch eine Mischehe mit Werner Kogge (1887–1973).

Sein jüngster Bruder, Richard Cassel, wurde zusammen mit der Ehefrau Magdalene geborene Böhm am 5. August 1942 aus Berlin in das Ghetto Theresienstadt deportiert, wo er am 
17. Januar 1943 an mangelnder Ernährung und medizinischer Versorgung zu Tode kam.